# وانغ جونكاي
وانغ جونكاي هو ممثل ومغني صيني ولد في 21 سبتمبر 1999، يعتبر واحد من أغنى الأشخاص في الصين الذين ولدوا بعد عام 1990، حيث بلغت ثروته الشخصية 248 مليون يوان (36 مليون دولار أمريكي) في ديسمبر 2016.

## روابط خارجية
- وانغ جونكاي على موقع IMDb (الإنجليزية)
- وانغ جونكاي على موقع ميوزك برينز (الإنجليزية)
- وانغ جونكاي على موقع قاعدة بيانات الفيلم (الإنجليزية)
- وانغ جونكاي على موقع كينوبويسك (الروسية)